# Victoria (boek)
Victoria is het tiende boek in de Dolfijnenkind-reeks geschreven door de Belgische auteur Patrick Lagrou. Het is, volgens hemzelf, "het tiende boek in de reeks en het laatste in de tweede reeks van vijf". Na Victoria zullen er nog een elfde en twaalfde deel volgen.
Victoria verscheen in september 2012, samen met Het grote Dolfijnenkindboek.

## Korte inhoud
Marijn en Talitha zijn terug bij elkaar en bij hun dochter. Nu hebben ze besloten om naar Haïti te gaan, waar Talitha's familie woont. Marijn kan eindelijk met hen kennismaken. Maar onderweg naar het dorp doen zich vreemde zaken voor en bij aankomst blijkt het hele dorp uitgestorven.
Het dolfijnenkind (1992) · Het monster uit de diepte (1995) · De poorten van Atlantis (1998) · De schat van de boekaniers (2001) · Verdwenen in de Sargassozee (2005) · Red de dolfijnen! (2007) · Offer in de Andes (2006) · Dolfijnen vrij! (2008) · Dans van de roze dolfijn (2010) · Victoria (2012) — 
Achtergrondboek: Het grote Dolfijnenkindboek (2012)